# Hollyhock House
La Hollyhock House è una residenza progettata dall'architetto Frank Lloyd Wright tra il 1918 e il 1921 a Los Angeles, California. L'edificio, situato sulla collina di Olive Hill, è considerato un'opera di transizione tra lo stile Prairie e le successive costruzioni in blocchi di cemento che Wright sviluppò negli anni '20. Originariamente concepita come parte di un complesso culturale più ampio, la casa è oggi un museo e fa parte del Barnsdall Art Park. Nel 2019 è stata inserita nella lista del Patrimonio Mondiale dell'UNESCO.

## Storia

### Commissione e costruzione
La Hollyhock House fu commissionata da Aline Barnsdall, un’ereditiera del settore petrolifero, mecenate delle arti e attivista femminista. Barnsdall aveva inizialmente incaricato Wright di progettare un teatro per la sua compagnia teatrale sperimentale, ma il progetto si ampliò fino a includere una residenza privata e altre strutture.
La costruzione iniziò nel 1918, con un budget stimato di 50.000 dollari, ma a causa di ritardi e problemi finanziari il costo finale superò i 150.000 dollari. Durante i lavori, Wright affidò parte della supervisione ai giovani architetti Rudolph Schindler e Richard Neutra, che in seguito sarebbero diventati figure di spicco del Modernismo californiano.
Barnsdall, insoddisfatta della casa e delle sue difficoltà pratiche, decise di non viverci stabilmente. Nel 1927, donò l’edificio e 11 acri del suo terreno alla città di Los Angeles, con l’intenzione di farne un centro culturale.

### Destinazioni d’uso e restauri
Dopo la donazione, la casa ospitò per anni il California Art Club. Dal 1942 al 1946 rimase vuota fino a quando la Olive Hill Foundation, guidata da Dorothy Clune Murray, finanziò un restauro sotto la direzione di Lloyd Wright, figlio di Frank Lloyd Wright. Ulteriori restauri furono effettuati negli anni 1970, 2010-2014, e 2016, quando venne avviato il recupero di Residence A, una delle case per ospiti progettate da Wright.
Nel 2019, la Hollyhock House fu riconosciuta come Patrimonio Mondiale dell'UNESCO nell'ambito della candidatura “L'architettura del XX secolo di Frank Lloyd Wright”.

## Architettura
La Hollyhock House è un esempio unico dello stile di Frank Lloyd Wright, caratterizzato dalla fusione tra spazi interni ed esterni. Wright definì il suo stile "California Romanza", ispirandosi all’arte precolombiana, all'architettura Maya e al concetto di libertà californiana.

### Struttura e materiali
L’edificio si sviluppa attorno a un cortile centrale, con un gioco di terrazze, pergolati e colonnati che favoriscono la connessione con il giardino. Le pareti sono realizzate in blocchi di argilla cava ricoperti di stucco, un materiale che Wright utilizzò in molte delle sue opere successive a Los Angeles.
Il tema decorativo principale è il fiore di malvarosa (hollyhock), il preferito di Aline Barnsdall. La sua stilizzazione appare su elementi decorativi in cemento, vetrate artistiche, mobili e fregi.

### Interni
Gli spazi interni riflettono la filosofia di Wright, con soffitti bassi nei corridoi che si aprono in stanze più ampie per creare un effetto di compressione e rilascio. Tra gli ambienti principali si trovano:
- Ingresso e Foyer – Un percorso coperto conduce alla porta principale in cemento, del peso di circa 250 kg[2].
- Soggiorno – L’ambiente più spettacolare della casa, con una monumentale caminetto con bassorilievo in cemento e un design che incorpora i quattro elementi: fuoco, terra, aria e acqua[2].
- Sala da pranzo – Arredata con mobili originali disegnati da Wright, tra cui un tavolo esagonale e sedie dallo schienale alto che riprendono il motivo della malvarosa[2].
- Musica e Loggia – Un'area che riflette il legame tra architettura e musica, con porte pieghevoli che permettono una continuità tra interno ed esterno[2].
- Cucina – Ristrutturata nel 1946 da Lloyd Wright, con finiture in mogano e un nuovo sistema di illuminazione[2].
- Camere da letto – Wright progettò una suite per Aline Barnsdall e una stanza separata per sua figlia Betty, con accesso diretto al giardino[2].

Uno degli elementi più innovativi del progetto era il sistema d’acqua che collegava una piscina nel patio al camino del soggiorno, creando un gioco di riflessi e suoni. Tuttavia, il sistema non funzionò mai correttamente e venne disattivato.

## Barnsdall Art Park e utilizzo attuale
Oggi, la Hollyhock House è il cuore del Barnsdall Art Park, un complesso artistico gestito dalla City of Los Angeles Department of Cultural Affairs. Il parco include:
- Los Angeles Municipal Art Gallery[2]
- Barnsdall Gallery Theatre[2]
- Junior Arts Center[2]

L’edificio è aperto al pubblico come museo, offrendo visite guidate e attività educative.

## Riconoscimenti
- 1927 – Donata alla città di Los Angeles[1]
- 1971 – Inserita nel National Register of Historic Places[1]
- 2007 – Dichiarata National Historic Landmark[1]
- 2019 – Inserita nella Lista del Patrimonio Mondiale dell'UNESCO[2]